# کاک (نان)
کاک (بلوچی: کاک‎، اردو: کاک‎, پشتو: کاک‎) نوعی نان و غذای بومی قوم بلوچ و پشتون است. کاک روی قرقی (سنگ بخارپز) پخته می‌شود. در گذشته کاک یک سنت در تمام مناطق پشتون نشین بود، اما اکنون مردم گاهی اوقات این غذای سنتی را طبخ می‌کنند.
این نان در بین عشایر بسیار محبوب است و از آن جایی که کمی سفت است به آن نان سنگ نیز می‌گویند.

## آماده‌سازی
خمیر نان مخلوطی از آرد، خمیرمایه، شکر، نمک، شیر، آب و مواد دیگر بر اساس ذائقه است. پس از عمل آمدن خمیر، آن را صاف می‌کنیم و روی سنگی که از قبل گرم شده قرار می‌دهیم. گاهی کنجد به‌عنوان مکمل اضافه می‌شود. سپس سنگ را در تنور گذاشته تا نان کاملاً بپزد. اگرچه خمیر نان در ابتدا شل و نرم است، اما در طول فرایند پخت به شدت سفت می‌شود. کاک اغلب با ساجی سرو می‌شود.

## سنت‌ها
در سنت بلوچ، مادر خانه بیشترین حرف را در نحوه تهیه کاک دارد. مادر خمیر نان را آماده می‌کند و وقتی خمیر پف کرد و بالا آمد، مسئولیت کار به زنان جوان خانواده واگذار می‌شود تا کار را تمام کنند.
در میان مردم بلوچ نیز مرسوم است که پدر عروس شب قبل از عروسی دخترش را به خوردن کاک دعوت می‌کند.

## جشن‌ها
در فصل تابستان جشن نانوایان در شهر ماهور برگزار می‌شود. در این جشنواره بهترین نانوایان از سراسر پاکستان گرد هم جمع می‌شوند، بنابراین جمعیت بسیار زیادی حتی تا ده‌ها هزار نفر به این شهر می‌آیند. مرسوم است که در این جشنواره یک مسابقه سالانه کاک برگزار می‌شود که در آن همه نانوایان کالاهای خود را به هیئت داوران تحویل می‌دهند. برندگان این مسابقه که شامل مدال‌های طلا، نقره و برنز می‌شوند، این امتیاز را دارند که بهترین کاک خود را در مراسم افتتاحیه جشنواره سال بعد به نمایش بگذارند. برنده بر اساس طعم، اندازه و رنگ کاک خود انتخاب می‌شود.

## در فرهنگ‌های دیگر
در برخی از کشورهای عربی، کعک به یک شیرینی خوش طعم نازک، شبیه به بیگل اطلاق می‌شود. اغلب کمی با مهلب که ادویه‌ای معطر از دانه‌های گونه‌ای از گیلاس است، طعم‌دار و با دانه‌های کنجد سفید پوشانده می‌شوند. کاک لوز یک نوع شیرینی است که با بادام آسیاب شده درست می‌شود.